# Tomás Castaño
Tomás Castaño de Meneses (Castellón de la Plana, 8 de noviembre de 1929-Madrid, 14 de junio de 1982) Campeón del Mundo de Vuelo Acrobático, 1964, FAI. Aviador del Ejército del Aire. Piloto de líneas aéreas y miembro fundador del Grupo Acrobático "José Luis Aresti" de Madrid.

## Vida
- Oriundo de Castellón de la Plana, (confluencia del paralelo 40° y el meridiano 0° de Greenwich en términos aeronáuticos). Se crio y cursó sus estudios, hasta el grado preuniversitario, en la Ciudad Autónoma de Melilla.
- En 1949, ingresa en la Academia General del Aire de San Javier (Región de Murcia). Cuatro años más tarde obtiene el grado de teniente S.V.(Servicio en Vuelo), siendo destinado al 43.er Escuadrón de las fuerzas Aérea de Tetuán, capital del antiguo Protectorado de Marruecos.
- En 1957, destinado por el mando, realiza el curso para aeronaves de combate propulsadas a reacción en los EE. UU., entrenamiento bajo la "Misión AFB", en Laredo (Texas) y Willians (Arizona).
- En 1958 es ascendido a capitán y destinado a la Base Aérea de Talavera la Real (Badajoz) Escuela de Reactores, como profesor de vuelo del avión F-86 Sabre
- En 1963 se incorpora al Equipo Acrobático Nacional para la preparación del III Campeonato Mundial de Vuelo Acrobático celebrado en el aeropuerto de Sondica (Bilbao) los días 12 y 13 de septiembre de 1964. El capitán Castaño consiguió el máximo galardón tripulando un avión Zlin Trener Master, victoria que supuso la entrada de la acrobacia española en la élite mundial.
- En abril de 1967 en la situación de supernumerario por solicitud propia, pasa a ser piloto en la flota del Bristol Britannia y DC-8-21 de la compañía de vuelos chárter, Air Spain y posteriormente se incorporó a la plantilla de pilotos de Iberia.
- Falleció a los cincuenta y tres años, víctima de un cáncer[1].

## Competiciones acrobáticas
- Apasionado de la acrobacía aérea, en 1964 consigue el Campeonato Mundial, celebrado en Bilbao (Sondica).

Esta fue la primera vez que España organizaba la competición y el equipo español capitenado por José Luis Aresti se alza con el tercer puesto en la clasificación por equipos.

## Libros sobre él
- Tomás Castaño de Meneses, piloto aviador, Madrid: Fundación AENA, 2005, España, ISBN 84-95567-25-3[2]
- Publicaciones AENA, Figuras de la aeronáutica española II[3]